# 猪油果
猪油果（学名：Pentadesma butyracea）为藤黄科猪油果属下的一个种。